# Flight Log: Departure
Flight Log: Departure – piąty minialbum południowokoreańskiej grupy Got7, wydany 21 marca 2016 roku przez JYP Entertainment i dystrybuowany przez KT Music. Płytę promował główny singel „Fly”. Ukazał się w czterech edycjach: trzech fizycznych („Standard”, „Serenity” i „Rose Quartz”) i cyfrowej. Sprzedał się w nakładzie 184 392 egzemplarzy w Korei Południowej (stan na marzec 2018).

## Lista utworów
| CD | CD                                   | CD                                           | CD                                                | CD                      | CD      |
| Nr | Tytuł utworu                         | Tekst                                        | Kompozycja                                        | Aranżacja               | Długość |
| -- | ------------------------------------ | -------------------------------------------- | ------------------------------------------------- | ----------------------- | ------- |
| 1. | „Fly”                                | earattack, The Kick Sound                    | earattack, The Kick Sound                         | earattack, OhBros, 5$   | 3:13    |
| 2. | „Can't” (kor. 못하겠어 Moshagesseo)  | Jinyoung, Mark                               | Secret Weapon, Jinyoung, Distract                 | Secret Weapon           | 3:18    |
| 3. | „See The Light” (kor. 빛이나 Bicina) | Yugyeom, Mark, Frants, BamBam                | Yugyeom, Mark, Frants                             | Frants                  | 3:26    |
| 4. | „Fish”                               | Daniel Kim, Defsoul (JB), Park Jiyeon, Dr. B | Daniel Kim, Defsoul (JB), Park Jiyeon             | Daniel Kim              | 3:15    |
| 5. | „Rewind”                             | Ars (Youngjae), Ju Chanyang                  | Ars (Youngjae), Ju Chanyang, Command Freaks       | Command Freaks          | 3:14    |
| 6. | „Beggin On My Knees”                 | Young K                                      | Hyuk Shin, 2xxx!, Jusén, GG Riggs, Matt Heath, DK | Hyuk Shin, 2xxx!, Jusén | 3:05    |
| 7. | „Something Good”                     | Defsoul (JB), BamBam                         | Andrew Choi, 220, Defsoul (JB), Mingsician        | 220, Mingsician         | 3:47    |
| 8. | „Home Run”                           | Daniel Kim, Defsoul (JB), Park Jiyeon        | Daniel Kim, Defsoul (JB), Park Jiyeon             | Daniel Kim              | 3:08    |
|    |                                      |                                              |                                                   |                         | 26:26   |

## Notowania
| Lista                    | Pozycja |
| ------------------------ | ------- |
| Gaon Weekly Album Chart  | 1       |
| Gaon Monthly Album Chart | 1       |
| Gaon Yearly Album Chart  | 15      |
| Five Music (Tajwan)      | 1       |